# San Cipriano (métro de Madrid)
Pour les articles homonymes, voir San Cipriano.
San Cipriano est une station de la ligne 9 du métro de Madrid, en Espagne.

## Situation sur le réseau
La station de métro se situe entre Vicálvaro et Puerta de Arganda.

## Histoire
La station San Cipriano est ouverte au public le 1er décembre 1998 lors de l'ouverture d'une extension de la ligne 9 au-delà de Pavones.

## Services aux voyageurs

### Intermodalité
La station est en correspondance avec les lignes d'autobus n°4, 106, E3, E5 et N7 du réseau EMT.